# Campionati europei di 49er & 49er FX 2001
I Campionati europei di 49er & 49er FX 2001 si sono svolti a Brest, in Francia, dal 10 al 16 maggio.

## Podi
| Evento | Oro                                     | Argento                               | Bronzo                                           |
| 49er   | Danimarca Michael Hestbæk Rasmus Hansen | Spagna Iker Martínez Xabier Fernández | Spagna Santiago López-Vázquez Javier de la Plaza |

## Medagliere
| Posiz. | Nazione   | Oro | Argento | Bronzo | Totale |
| ------ | --------- | --- | ------- | ------ | ------ |
| 1      | Danimarca | 1   | 0       | 0      | 1      |
| 2      | Spagna    | 0   | 1       | 1      | 2      |
| Totale | Totale    | 1   | 1       | 1      | 3      |